# Hochseesegeln
Hochseesegeln bezeichnet im heutigen Sprachgebrauch die Fortbewegung eines kleinen bis mittleren Segelfahrzeuges auf Hoher See im Rahmen des Segelsportes oder einer Abenteuerreise.

## Geschichte
Siehe auch: Segeln, Entwicklungsgeschichte des Segelschiffs, Geschichte der Seefahrt
Segelschiffe hatten über viele Jahrhunderte weltweit eine große Bedeutung für Handel und Transport, Kriegsführung und Fischfang. Im Altertum nutzten bereits die Ägypter Schiffe zur Fahrt über das Mittelmeer. Die Phönizier und Griechen entwickelten ab circa 1000 v. Chr. seegängige Lastschiffe mit geräumigem Rumpf und einem großen Rahsegel. Ihre Galeeren nutzten für die Marschfahrt ein mittelgroßes Rahsegel, wurden während eines Seekampfes und bei Flaute aber mit Riemen gerudert.
Seit dem 6. Jahrhundert wurde die Takelage von Schiffen durch die Wikinger erheblich verbessert und für die schnelle Überquerung längerer Seestrecken genutzt. In die Blütezeit hochseetüchtiger Segelschiffe in Europa fallen die Handelsschifffahrt mit Hansekoggen, die Entdeckungsreisen von Spaniern und Portugiesen mit Karavellen und die militärische Nutzung von Linienschiffen und Fregatten. Die Nutzung von Eisen und Stahl statt Holz als Baumaterial für Schiffsrümpfe und Takelage ermöglichte den Bau von Großseglern wie z. B. den Windjammern.
Gegen Ende des 19. Jahrhunderts begann die Verdrängung von Segelschiffen durch maschinengetriebene Schiffe. Heutzutage wird in entwickelten Ländern Hochseesegeln fast nur noch als Freizeitaktivität oder Wettkampfsport betrieben.

## Begriff Hochsee oder Hohe See
Siehe auch: Hohe See, Hochseefischerei
Die Hohe See oder Hochsee umfasst rechtlich nach Artikel 86 des Seerechtsübereinkommens von 1982 alle Teile der Meere, die nicht zu einer Ausschließlichen Wirtschaftszone (AWZ), zum Küstenmeer, zu den Binnengewässern eines Staates oder zu den Archipelgewässern eines Archipelstaats gehören. Sie sind damit frei von der Ausübung staatlicher Hoheitsgewalt. Zwei Drittel der Ozeane gehören zur Hohen See.
Unter Hochseefischerei versteht man den Fischfang in küstenfernen Gebieten der Ozeane. Die Grenzen der Hochseefischerei zur Küstenfischerei sind fließend und hauptsächlich von der Größe und technischen Ausstattung der Fischereifahrzeuge abhängig. Für die europäische Hochseefischerei haben Segelschiffe keine kommerzielle Bedeutung mehr.
Beim Freizeit- oder Sportsegeln hat der Begriff Hochsee keine scharf definierte räumliche Abgrenzung. Meist wird das küstenferne Segeln auf dafür geeigneten Yachten und die Teilnahme an Überseeregatten als Hochseesegeln bezeichnet, das besondere Anforderungen an Ausrüstung und Navigation voraussetzt. Seit den 1970er Jahren wird das Befahren vorwiegend südlicher Seegebiete (z. B. Karibik) im deutschsprachigen Raum als Blauwassersegeln bezeichnet. Andere Quellen geben an, Blauwassersegeln sei die Bezeichnung für Hochseesegeln im Seglerjargon.

## Navigation
Siehe auch: Navigation
Die Orientierung auf küstenfernen Gewässern erfordert besondere Kenntnisse und Hilfsmittel der Positionsbestimmung.
Die astronomische Navigation beruht auf der Messung des Höhenwinkels, unter dem der Navigator zu einem bestimmten Zeitpunkt Gestirne (Sonne, Mond, Planeten oder ausgewählte Fixsterne) sieht. Sie erfolgt mit Sextant, Chronometer und astronomischem Almanach.
Unter dem Begriff Funknavigation werden Verfahren wie LORAN und Decca zusammengefasst, die Radiowellen zur Standortbestimmung nutzen. Die Funknavigation basiert im Allgemeinen auf Sendestationen, die Signale aussenden, mit deren Hilfe ein Empfänger seine Position bestimmen kann.
Die Entwicklung der Satellitennavigation (GPS, GLONASS, Galileo, BeiDou) hat die vorgenannten Methoden weitgehend abgelöst. Grundlage ist die Entfernungsmessung zwischen dem Empfänger und der Position von Satelliten. Das Verfahren ist ausgereift und erfolgt in Echtzeit, die Empfangsgeräte sind preiswert und kombinieren die Auswertung der Signale der unterschiedlichen Systeme mit einer Aufzeichnung der zurückgelegten Route. Die Displays zeigen die aktuelle Position und weitere Navigationshinweise (Kurs, Geschwindigkeit, Gewässertiefe, Hindernisse, Ankergründe usw.) auf digitalisierten Seekarten an.

## Anforderungen an das Segelfahrzeug und die Ausrüstung
Historische Segelschiffe auf Langstreckenfahrt konnten bei ungünstigen Windverhältnissen nur geringe Geschwindigkeiten erreichen und waren wegen ihrer Konstruktionsmittel (vor allem Holz) oft gefährdet. Frühe Entdeckungsreisen scheiterten oft an Orientierungsproblemen mangels fehlender Kartierung des Segelgebiets, überraschenden Wetterumschlägen, Sturm und Wellengang, Befall des Unterwasserschiffs durch Schiffsbohrwurm oder Ernährungsproblemen wie Skorbut. Erste erfolgreiche Weltumseglungen gelangen unter Francis Drake (1577–1580).
Gegen 1900 war die Entwicklung des Segelschiffbaus und das Wissen über das Hochseesegeln bereits so weit fortgeschritten, dass Joshua Slocum die erste Einhand-Umseglung der Erde gelang und um 1964 konnten Elga und Ernst-Jürgen Koch als erstes deutsches Ehepaar auf einer handelsüblichen Fahrtenyacht die Erde umrunden. Berühmte Hochseeregatten sind z. B. das Bermuda Race und die Vendée Globe, die zur technischen Weiterentwicklung von Sportbooten beitrugen.
Neben Stahl und Aluminium ermöglichen moderne Kunststoffe heutzutage formstabile, dichte und kentersichere Schiffsrümpfe, hochwertige Segel und Funktionsbekleidung. Windgeneratoren und Solarpaneele versorgen die Crew auf Langstreckenfahrt mit Energie und so genannte ‚Wassermacher‘ (im Englischen watermaker) mit Trinkwasser. Durch die höhere Segelgeschwindigkeit kann das nächste Etappenziel schneller erreicht und die benötigte Menge des mitzuführenden Proviants begrenzt werden.
Elektronische Navigationsmittel erleichtern die Navigation und Selbststeuerungsanlagen die Segelführung. Über Satellitentelefone und Seefunk ist die weltweite Kommunikation auch auf hoher See möglich. Wetterdienste liefern Informationen zum Segelwetter, Notfunkbaken dienen im Notfall der Rettung.